# Novembre 1782

## Événements
- 4 novembre, États-Unis : Elias Boudinot est élu Président du Congrès continental.

- 12 novembre : édit de pacification signé à Genève[1].

- 30 novembre : signature de préliminaires de paix à Paris. Les Américains craignent le retour en force des Britanniques, qui conservent 30 000 hommes dans la région de New York, et qui pourrait exploiter la défaite française des Saintes. Ils soupçonnent par ailleurs Vergennes de vouloir faire passer la vallée de l’Ohio à l’Espagne. Exploitant à fond le succès de la bataille de Yorktown, Franklin et John Adams traitent séparément avec les Britanniques dès le 30 novembre.

## Naissances
- 24 novembre : Théodore Richard, peintre français († 18 novembre 1859).

## Décès
- 13 novembre : Jacques Montet (né en 1722), chimiste français.
- 21 novembre : Jacques de Vaucanson (né en 1709), ingénieur et inventeur Français.